# Jólasveinar
Gli jólasveinar (“I ragazzi/gli amici del Natale”; sing. jólasveinn, composto di isl. jól = “Natale” e sveinn = “amico”, “ragazzo”) sono dei personaggi di fantasia, tipici del folklore natalizio islandese. 
Si tratta di 13 creature (ma il numero non è sempre stato questo) simili a dei folletti o a dei piccoli orchi e vestiti con abiti da contadini, che, a partire dal 12 dicembre (vigilia di Santa Lucia) e fino al 24 dicembre, scendono uno alla volta (il primo è Stekkjastaur, l'ultimo è Kertasníkir) dalle montagne in paese, per combinare scherzi alla popolazione e per poi ripartire – sempre ad uno ad uno –, tra il 25 dicembre (Natale) e il 6 gennaio (Epifania). Sono i figli di Grýla e del marito Leppalúði, i divoratori di bambini.
Nel corso degli anni, questi personaggi, nati per spaventare i bambini, sono diventati più bonari, tanto che gli stessi bambini islandesi lasciano le proprie scarpe all'esterno delle loro case, nella speranze che gli jólasveinar vi lascino dei dolcetti. Così, per un'associazione di idee, la forma singolare jólasveinn è passata a significare in islandese anche Babbo Natale/Santa Claus.
Gli studiosi paragonano gli jólasveinar ad altre figure del folklore natalizio, come gli julenisser (Danimarca e Norvegia) le Perchten (Germania meridionale) e Krampus (Tirolo).
Le avventure degli jólasveinar sono descritte anche in un poema di Johannes úr Kötlum (1899-1972), contenuto nel libro di poesie Jólin koma (= "Arriva Natale"), pubblicato nel 1932.

## Nomi e caratteristiche deglijólasveinar
I 13 jólasveinar sono:
| Nome                                                     | Data di arrivo | Data della partenza | Descrizione |
| -------------------------------------------------------- | -------------- | ------------------- | --- |
| Stekkjastaur (= “Palo di recinto”)                       | 12 Dicembre    | 25 dicembre         | Tormenta le pecore, ma si muove in modo goffo per le sue gambe di legno.                                                                                 |
| Giljagaur                                                | 13 dicembre    | 26 dicembre         | Si nasconde nei canali d'irrigazione, per andare di soppiatto nelle stalle, dove mangiucchia della schiuma di latte                                      |
| Stúfur (= “Tozzo”, “Omiciattolo”)                        | 14 dicembre    | 27 dicembre         | Particolarmente basso, ruba le pentole per mangiare l'unto rimasto su di loro.                                                                           |
| Þvörusleikir = (“Colui che lecca il cucchiaio”)          | 15 dicembre    | 28 dicembre         | Ruba il Þvörur (un tipo di cucchiaio in legno), per leccarlo. È estremamente magro per la sua malnutrizione.                                             |
| Pottaskefill (= “Gratta-pentole”)                        | 16 dicembre    | 29 dicembre         | Lecca le pentole |
| Askasleikir (= “Colui che lecca le scodelle”)            | 17 dicembre    | 30 dicembre         | Si nasconde sotto il letto, aspettando che arrivi qualcuno che getti per terra l'askur (un tipo di scodella), per poi rubarlo                            |
| Hurðaskellir (= “Colui che sbatte le porte”)             | 18 dicembre    | 31 dicembre         | Ama sbattere le porte (specie di notte) e gridare per spaventare la gente                                                                                |
| Skyrgámur (= “Goloso di formaggi”)                       | 19 dicembre    | 1º Gennaio          | Va in cerca dello skyr, un latticino islandese simile allo yogurt                                                                                        |
| Bjúgnakrækir (= “Colui che ruba le salsicce”)            | 20 dicembre    | 2 gennaio           | Si nasconde nelle travi dei tetti, per rubare le salsicce che devono essere affumicate.                                                                  |
| Gluggagægir (= “Colui che spia dalle finestre”)          | 21 dicembre    | 3 gennaio           | Spia dalle finestre, in cerca di qualcosa da rubare |
| Gáttaþefur (= “Colui che annusa le fessure delle porte”) | 22 dicembre    | 4 gennaio           | Ha un grosso naso e un gran senso dell'olfatto, che usa per individuare il laufabrauð, un tradizionale dolciume islandese, tipico del periodo natalizio. |
| Ketkrókur (= “Uncina-carne”)                             | 23 dicembre    | 5 gennaio           | Usa un uncino per rubare la carne |
| Kertasníkir (“Colui che porta le candele”)               | 24 dicembre    | 6 gennaio           | Segue i bambini, per rubar loro le candele (le quali nel periodo natalizio sono fatte di lardo, e quindi commestibili).                                  |